# Actinomycetales
Actinomycetales ou Actinomicetos é uma ordem de bactérias pleomórficos gram-positivas ou gram-indeterminadas, que formam filamentos como os micélios de fungos, característica que deu seu nome. Geralmente aeróbicas, bacilares e imóveis. Podem ser comensais (produzem benefícios), patogênicas (causam doenças) ou saprófitas (de vida livre).

## Importância
Os actinomicetos produzem vários antibióticos, agentes anticancerígenos e imunossupressores. Incluem as espécies causadoras de tuberculose, hanseníase, difteria, nocardiose e actinomicose.

## Filogenia
Segundo a análise filogenética dos genes codificadores de proteínas os principais subgrupos se relacionam do seguinte modo:
|  | Kineosporiineae |
|  |                 |
|  | Micrococcineae  |
|  |                 |

|  | Propionibacterineae |
|  |                     |
|  | Streptomycineae     |
|  |                     |

|  | Streptosporangineae |
|  |                     |
|  | Acidothermus        |
|  |                     |

|  | Micromonosporineae |
|  |                    |
|  | Glycomycineae      |
|  |                    |

|  | Corynebacterineae (exc. Corynebacterium) |
|  |                                          |
|  | Pseudonocardineae                        |
|  |                                          |

|  | Micromonosporineae |
|  |                    |
|  | Glycomycineae      |
|  |                    |

|  | Corynebacterineae (exc. Corynebacterium) |
|  |                                          |
|  | Pseudonocardineae                        |
|  |                                          |

|  | Micromonosporineae |
|  |                    |
|  | Glycomycineae      |
|  |                    |

|  | Corynebacterineae (exc. Corynebacterium) |
|  |                                          |
|  | Pseudonocardineae                        |
|  |                                          |

|  | Micromonosporineae |
|  |                    |
|  | Glycomycineae      |
|  |                    |

|  | Corynebacterineae (exc. Corynebacterium) |
|  |                                          |
|  | Pseudonocardineae                        |
|  |                                          |

|  | Streptosporangineae |
|  |                     |
|  | Acidothermus        |
|  |                     |

|  | Micromonosporineae |
|  |                    |
|  | Glycomycineae      |
|  |                    |

|  | Corynebacterineae (exc. Corynebacterium) |
|  |                                          |
|  | Pseudonocardineae                        |
|  |                                          |

|  | Micromonosporineae |
|  |                    |
|  | Glycomycineae      |
|  |                    |

|  | Corynebacterineae (exc. Corynebacterium) |
|  |                                          |
|  | Pseudonocardineae                        |
|  |                                          |

|  | Micromonosporineae |
|  |                    |
|  | Glycomycineae      |
|  |                    |

|  | Corynebacterineae (exc. Corynebacterium) |
|  |                                          |
|  | Pseudonocardineae                        |
|  |                                          |

|  | Micromonosporineae |
|  |                    |
|  | Glycomycineae      |
|  |                    |

|  | Corynebacterineae (exc. Corynebacterium) |
|  |                                          |
|  | Pseudonocardineae                        |
|  |                                          |

|  | Propionibacterineae |
|  |                     |
|  | Streptomycineae     |
|  |                     |

|  | Streptosporangineae |
|  |                     |
|  | Acidothermus        |
|  |                     |

|  | Micromonosporineae |
|  |                    |
|  | Glycomycineae      |
|  |                    |

|  | Corynebacterineae (exc. Corynebacterium) |
|  |                                          |
|  | Pseudonocardineae                        |
|  |                                          |

|  | Micromonosporineae |
|  |                    |
|  | Glycomycineae      |
|  |                    |

|  | Corynebacterineae (exc. Corynebacterium) |
|  |                                          |
|  | Pseudonocardineae                        |
|  |                                          |

|  | Micromonosporineae |
|  |                    |
|  | Glycomycineae      |
|  |                    |

|  | Corynebacterineae (exc. Corynebacterium) |
|  |                                          |
|  | Pseudonocardineae                        |
|  |                                          |

|  | Micromonosporineae |
|  |                    |
|  | Glycomycineae      |
|  |                    |

|  | Corynebacterineae (exc. Corynebacterium) |
|  |                                          |
|  | Pseudonocardineae                        |
|  |                                          |

|  | Streptosporangineae |
|  |                     |
|  | Acidothermus        |
|  |                     |

|  | Micromonosporineae |
|  |                    |
|  | Glycomycineae      |
|  |                    |

|  | Corynebacterineae (exc. Corynebacterium) |
|  |                                          |
|  | Pseudonocardineae                        |
|  |                                          |

|  | Micromonosporineae |
|  |                    |
|  | Glycomycineae      |
|  |                    |

|  | Corynebacterineae (exc. Corynebacterium) |
|  |                                          |
|  | Pseudonocardineae                        |
|  |                                          |

|  | Micromonosporineae |
|  |                    |
|  | Glycomycineae      |
|  |                    |

|  | Corynebacterineae (exc. Corynebacterium) |
|  |                                          |
|  | Pseudonocardineae                        |
|  |                                          |

|  | Micromonosporineae |
|  |                    |
|  | Glycomycineae      |
|  |                    |

|  | Corynebacterineae (exc. Corynebacterium) |
|  |                                          |
|  | Pseudonocardineae                        |
|  |                                          |

|  | Kineosporiineae |
|  |                 |
|  | Micrococcineae  |
|  |                 |

|  | Propionibacterineae |
|  |                     |
|  | Streptomycineae     |
|  |                     |

|  | Streptosporangineae |
|  |                     |
|  | Acidothermus        |
|  |                     |

|  | Micromonosporineae |
|  |                    |
|  | Glycomycineae      |
|  |                    |

|  | Corynebacterineae (exc. Corynebacterium) |
|  |                                          |
|  | Pseudonocardineae                        |
|  |                                          |

|  | Micromonosporineae |
|  |                    |
|  | Glycomycineae      |
|  |                    |

|  | Corynebacterineae (exc. Corynebacterium) |
|  |                                          |
|  | Pseudonocardineae                        |
|  |                                          |

|  | Micromonosporineae |
|  |                    |
|  | Glycomycineae      |
|  |                    |

|  | Corynebacterineae (exc. Corynebacterium) |
|  |                                          |
|  | Pseudonocardineae                        |
|  |                                          |

|  | Micromonosporineae |
|  |                    |
|  | Glycomycineae      |
|  |                    |

|  | Corynebacterineae (exc. Corynebacterium) |
|  |                                          |
|  | Pseudonocardineae                        |
|  |                                          |

|  | Streptosporangineae |
|  |                     |
|  | Acidothermus        |
|  |                     |

|  | Micromonosporineae |
|  |                    |
|  | Glycomycineae      |
|  |                    |

|  | Corynebacterineae (exc. Corynebacterium) |
|  |                                          |
|  | Pseudonocardineae                        |
|  |                                          |

|  | Micromonosporineae |
|  |                    |
|  | Glycomycineae      |
|  |                    |

|  | Corynebacterineae (exc. Corynebacterium) |
|  |                                          |
|  | Pseudonocardineae                        |
|  |                                          |

|  | Micromonosporineae |
|  |                    |
|  | Glycomycineae      |
|  |                    |

|  | Corynebacterineae (exc. Corynebacterium) |
|  |                                          |
|  | Pseudonocardineae                        |
|  |                                          |

|  | Micromonosporineae |
|  |                    |
|  | Glycomycineae      |
|  |                    |

|  | Corynebacterineae (exc. Corynebacterium) |
|  |                                          |
|  | Pseudonocardineae                        |
|  |                                          |

|  | Propionibacterineae |
|  |                     |
|  | Streptomycineae     |
|  |                     |

|  | Streptosporangineae |
|  |                     |
|  | Acidothermus        |
|  |                     |

|  | Micromonosporineae |
|  |                    |
|  | Glycomycineae      |
|  |                    |

|  | Corynebacterineae (exc. Corynebacterium) |
|  |                                          |
|  | Pseudonocardineae                        |
|  |                                          |

|  | Micromonosporineae |
|  |                    |
|  | Glycomycineae      |
|  |                    |

|  | Corynebacterineae (exc. Corynebacterium) |
|  |                                          |
|  | Pseudonocardineae                        |
|  |                                          |

|  | Micromonosporineae |
|  |                    |
|  | Glycomycineae      |
|  |                    |

|  | Corynebacterineae (exc. Corynebacterium) |
|  |                                          |
|  | Pseudonocardineae                        |
|  |                                          |

|  | Micromonosporineae |
|  |                    |
|  | Glycomycineae      |
|  |                    |

|  | Corynebacterineae (exc. Corynebacterium) |
|  |                                          |
|  | Pseudonocardineae                        |
|  |                                          |

|  | Streptosporangineae |
|  |                     |
|  | Acidothermus        |
|  |                     |

|  | Micromonosporineae |
|  |                    |
|  | Glycomycineae      |
|  |                    |

|  | Corynebacterineae (exc. Corynebacterium) |
|  |                                          |
|  | Pseudonocardineae                        |
|  |                                          |

|  | Micromonosporineae |
|  |                    |
|  | Glycomycineae      |
|  |                    |

|  | Corynebacterineae (exc. Corynebacterium) |
|  |                                          |
|  | Pseudonocardineae                        |
|  |                                          |

|  | Micromonosporineae |
|  |                    |
|  | Glycomycineae      |
|  |                    |

|  | Corynebacterineae (exc. Corynebacterium) |
|  |                                          |
|  | Pseudonocardineae                        |
|  |                                          |

|  | Micromonosporineae |
|  |                    |
|  | Glycomycineae      |
|  |                    |

|  | Corynebacterineae (exc. Corynebacterium) |
|  |                                          |
|  | Pseudonocardineae                        |
|  |                                          |

|  | Kineosporiineae |
|  |                 |
|  | Micrococcineae  |
|  |                 |

|  | Propionibacterineae |
|  |                     |
|  | Streptomycineae     |
|  |                     |

|  | Streptosporangineae |
|  |                     |
|  | Acidothermus        |
|  |                     |

|  | Micromonosporineae |
|  |                    |
|  | Glycomycineae      |
|  |                    |

|  | Corynebacterineae (exc. Corynebacterium) |
|  |                                          |
|  | Pseudonocardineae                        |
|  |                                          |

|  | Micromonosporineae |
|  |                    |
|  | Glycomycineae      |
|  |                    |

|  | Corynebacterineae (exc. Corynebacterium) |
|  |                                          |
|  | Pseudonocardineae                        |
|  |                                          |

|  | Micromonosporineae |
|  |                    |
|  | Glycomycineae      |
|  |                    |

|  | Corynebacterineae (exc. Corynebacterium) |
|  |                                          |
|  | Pseudonocardineae                        |
|  |                                          |

|  | Micromonosporineae |
|  |                    |
|  | Glycomycineae      |
|  |                    |

|  | Corynebacterineae (exc. Corynebacterium) |
|  |                                          |
|  | Pseudonocardineae                        |
|  |                                          |

|  | Streptosporangineae |
|  |                     |
|  | Acidothermus        |
|  |                     |

|  | Micromonosporineae |
|  |                    |
|  | Glycomycineae      |
|  |                    |

|  | Corynebacterineae (exc. Corynebacterium) |
|  |                                          |
|  | Pseudonocardineae                        |
|  |                                          |

|  | Micromonosporineae |
|  |                    |
|  | Glycomycineae      |
|  |                    |

|  | Corynebacterineae (exc. Corynebacterium) |
|  |                                          |
|  | Pseudonocardineae                        |
|  |                                          |

|  | Micromonosporineae |
|  |                    |
|  | Glycomycineae      |
|  |                    |

|  | Corynebacterineae (exc. Corynebacterium) |
|  |                                          |
|  | Pseudonocardineae                        |
|  |                                          |

|  | Micromonosporineae |
|  |                    |
|  | Glycomycineae      |
|  |                    |

|  | Corynebacterineae (exc. Corynebacterium) |
|  |                                          |
|  | Pseudonocardineae                        |
|  |                                          |

|  | Propionibacterineae |
|  |                     |
|  | Streptomycineae     |
|  |                     |

|  | Streptosporangineae |
|  |                     |
|  | Acidothermus        |
|  |                     |

|  | Micromonosporineae |
|  |                    |
|  | Glycomycineae      |
|  |                    |

|  | Corynebacterineae (exc. Corynebacterium) |
|  |                                          |
|  | Pseudonocardineae                        |
|  |                                          |

|  | Micromonosporineae |
|  |                    |
|  | Glycomycineae      |
|  |                    |

|  | Corynebacterineae (exc. Corynebacterium) |
|  |                                          |
|  | Pseudonocardineae                        |
|  |                                          |

|  | Micromonosporineae |
|  |                    |
|  | Glycomycineae      |
|  |                    |

|  | Corynebacterineae (exc. Corynebacterium) |
|  |                                          |
|  | Pseudonocardineae                        |
|  |                                          |

|  | Micromonosporineae |
|  |                    |
|  | Glycomycineae      |
|  |                    |

|  | Corynebacterineae (exc. Corynebacterium) |
|  |                                          |
|  | Pseudonocardineae                        |
|  |                                          |

|  | Streptosporangineae |
|  |                     |
|  | Acidothermus        |
|  |                     |

|  | Micromonosporineae |
|  |                    |
|  | Glycomycineae      |
|  |                    |

|  | Corynebacterineae (exc. Corynebacterium) |
|  |                                          |
|  | Pseudonocardineae                        |
|  |                                          |

|  | Micromonosporineae |
|  |                    |
|  | Glycomycineae      |
|  |                    |

|  | Corynebacterineae (exc. Corynebacterium) |
|  |                                          |
|  | Pseudonocardineae                        |
|  |                                          |

|  | Micromonosporineae |
|  |                    |
|  | Glycomycineae      |
|  |                    |

|  | Corynebacterineae (exc. Corynebacterium) |
|  |                                          |
|  | Pseudonocardineae                        |
|  |                                          |

|  | Micromonosporineae |
|  |                    |
|  | Glycomycineae      |
|  |                    |

|  | Corynebacterineae (exc. Corynebacterium) |
|  |                                          |
|  | Pseudonocardineae                        |
|  |                                          |

|  | Kineosporiineae |
|  |                 |
|  | Micrococcineae  |
|  |                 |

|  | Propionibacterineae |
|  |                     |
|  | Streptomycineae     |
|  |                     |

|  | Streptosporangineae |
|  |                     |
|  | Acidothermus        |
|  |                     |

|  | Micromonosporineae |
|  |                    |
|  | Glycomycineae      |
|  |                    |

|  | Corynebacterineae (exc. Corynebacterium) |
|  |                                          |
|  | Pseudonocardineae                        |
|  |                                          |

|  | Micromonosporineae |
|  |                    |
|  | Glycomycineae      |
|  |                    |

|  | Corynebacterineae (exc. Corynebacterium) |
|  |                                          |
|  | Pseudonocardineae                        |
|  |                                          |

|  | Micromonosporineae |
|  |                    |
|  | Glycomycineae      |
|  |                    |

|  | Corynebacterineae (exc. Corynebacterium) |
|  |                                          |
|  | Pseudonocardineae                        |
|  |                                          |

|  | Micromonosporineae |
|  |                    |
|  | Glycomycineae      |
|  |                    |

|  | Corynebacterineae (exc. Corynebacterium) |
|  |                                          |
|  | Pseudonocardineae                        |
|  |                                          |

|  | Streptosporangineae |
|  |                     |
|  | Acidothermus        |
|  |                     |

|  | Micromonosporineae |
|  |                    |
|  | Glycomycineae      |
|  |                    |

|  | Corynebacterineae (exc. Corynebacterium) |
|  |                                          |
|  | Pseudonocardineae                        |
|  |                                          |

|  | Micromonosporineae |
|  |                    |
|  | Glycomycineae      |
|  |                    |

|  | Corynebacterineae (exc. Corynebacterium) |
|  |                                          |
|  | Pseudonocardineae                        |
|  |                                          |

|  | Micromonosporineae |
|  |                    |
|  | Glycomycineae      |
|  |                    |

|  | Corynebacterineae (exc. Corynebacterium) |
|  |                                          |
|  | Pseudonocardineae                        |
|  |                                          |

|  | Micromonosporineae |
|  |                    |
|  | Glycomycineae      |
|  |                    |

|  | Corynebacterineae (exc. Corynebacterium) |
|  |                                          |
|  | Pseudonocardineae                        |
|  |                                          |

|  | Propionibacterineae |
|  |                     |
|  | Streptomycineae     |
|  |                     |

|  | Streptosporangineae |
|  |                     |
|  | Acidothermus        |
|  |                     |

|  | Micromonosporineae |
|  |                    |
|  | Glycomycineae      |
|  |                    |

|  | Corynebacterineae (exc. Corynebacterium) |
|  |                                          |
|  | Pseudonocardineae                        |
|  |                                          |

|  | Micromonosporineae |
|  |                    |
|  | Glycomycineae      |
|  |                    |

|  | Corynebacterineae (exc. Corynebacterium) |
|  |                                          |
|  | Pseudonocardineae                        |
|  |                                          |

|  | Micromonosporineae |
|  |                    |
|  | Glycomycineae      |
|  |                    |

|  | Corynebacterineae (exc. Corynebacterium) |
|  |                                          |
|  | Pseudonocardineae                        |
|  |                                          |

|  | Micromonosporineae |
|  |                    |
|  | Glycomycineae      |
|  |                    |

|  | Corynebacterineae (exc. Corynebacterium) |
|  |                                          |
|  | Pseudonocardineae                        |
|  |                                          |

|  | Streptosporangineae |
|  |                     |
|  | Acidothermus        |
|  |                     |

|  | Micromonosporineae |
|  |                    |
|  | Glycomycineae      |
|  |                    |

|  | Corynebacterineae (exc. Corynebacterium) |
|  |                                          |
|  | Pseudonocardineae                        |
|  |                                          |

|  | Micromonosporineae |
|  |                    |
|  | Glycomycineae      |
|  |                    |

|  | Corynebacterineae (exc. Corynebacterium) |
|  |                                          |
|  | Pseudonocardineae                        |
|  |                                          |

|  | Micromonosporineae |
|  |                    |
|  | Glycomycineae      |
|  |                    |

|  | Corynebacterineae (exc. Corynebacterium) |
|  |                                          |
|  | Pseudonocardineae                        |
|  |                                          |

|  | Micromonosporineae |
|  |                    |
|  | Glycomycineae      |
|  |                    |

|  | Corynebacterineae (exc. Corynebacterium) |
|  |                                          |
|  | Pseudonocardineae                        |
|  |                                          |